# Костюченко, Михаил Иванович
Михаил Иванович Костюченко (30 сентября 1930, Ротовка, Путивльский район — 9 января 2021, Кривой Рог, Днепропетровская область) — советский и украинский металлург, начальник цеха предприятия «Криворожский горно-металлургический комбинат „Криворожсталь“», Днепропетровская область, Герой Украины (2004). Депутат Совета Национальностей Верховного Совета СССР 11-го созыва (1984—1989) от Украинской ССР.

## Биография
Родился 30 сентября 1930 года в селе Ротовка.
В 1955 году окончил Днепропетровский металлургический институт, инженер-металлург. Трудовую деятельность начал в том же году на комбинате «Криворожсталь» по распределению после окончания ВУЗа. Член КПСС.
За время работы на заводе в сортопрокатных цехах прошёл путь от вальцовщика до начальника сортопрокатного цеха № 2. Начальник сортопрокатного стана № 1 с 1968 года и № 2 с 1986 по 2007 год. В 2007 году вышел на пенсию.
Умер 9 января 2021 года в городе Кривой Рог, где и похоронен на Центральном кладбище.

## Награды
- дважды орден Трудового Красного Знамени (1971, 1974);
- дважды орден Ленина (1981, 1986);
- Премия Совета Министров СССР (1987);
- Государственная премия УССР в области науки и техники (6 декабря 1989)[5];
- Герой Украины (с вручением ордена Державы, 4 августа 2004) — за выдающиеся личные заслуги перед Украинским государством в развитии металлургической промышленности, многолетний самоотверженный труд и трудовую доблесть[6];
- Грамота Президиума Верховного Совета УССР;
- Отличник рационализации и изобретательства Министерства чёрной металлургии СССР[3].

## Память
- Имя на Стеле Героев в Кривом Роге.